# Арганаты (станция)
Арганаты (каз. Арғанаты) — станция в Саркандском районе Жетысуской области Казахстана. Входит в состав Лепсинского сельского округа. Код КАТО — 196055300.

## Население
В 1999 году население станции составляло 48 человек (30 мужчин и 18 женщин). По данным переписи 2009 года, в населённом пункте проживало 40 человек (23 мужчины и 17 женщин).